# 暮光现象
暮光现象（twilight phenomenon）是指各类航天器的发射载具在发射后，燃料燃烧后在大气中留下的凝结尾迹，在特殊光照条件下被地面观测到的现象。

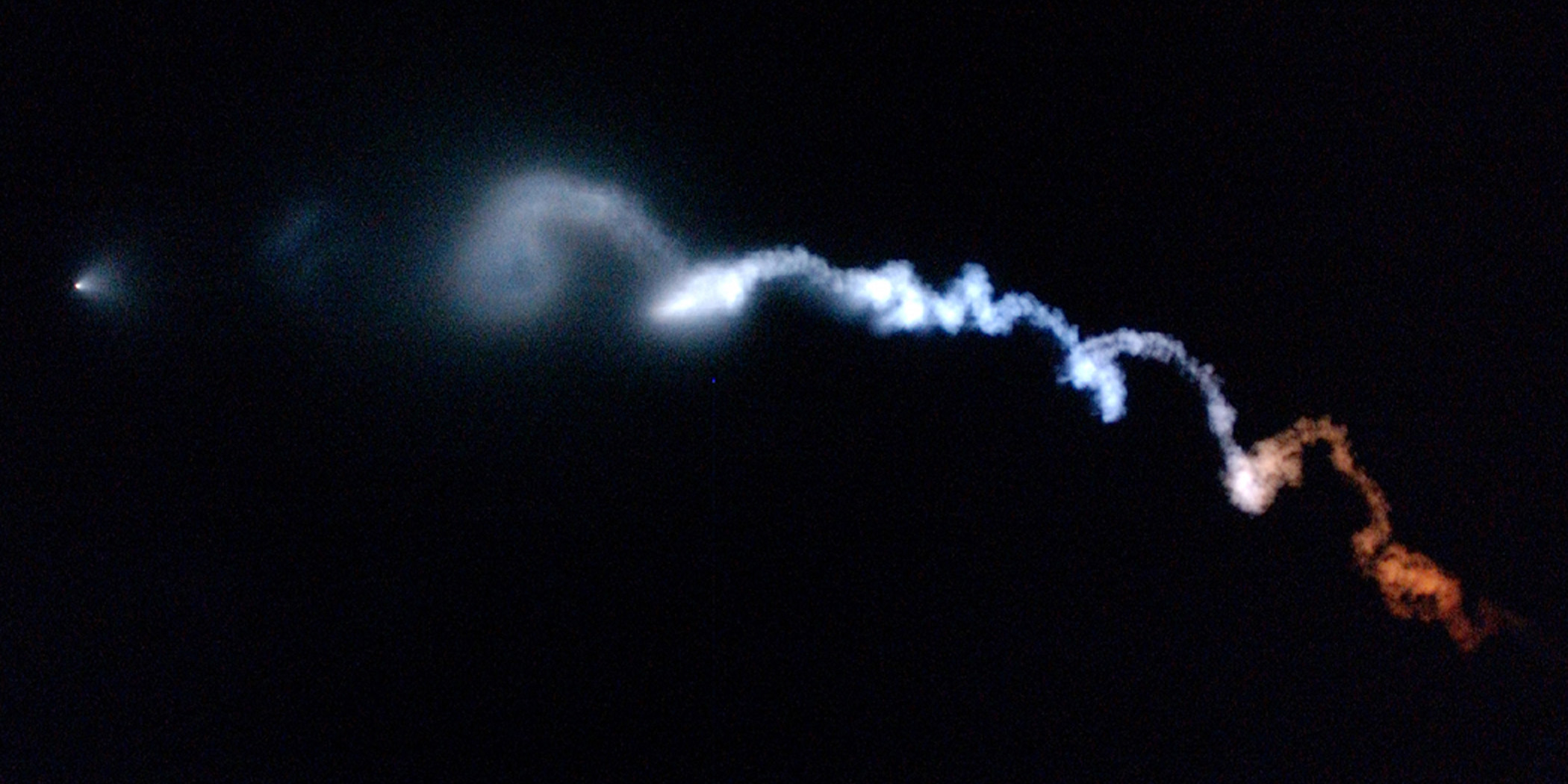
2005年9月，米诺陶I运载火箭从范登堡空军基地发射起飞后，未用尽的燃料在高空形成暮光现象

在日出前或日落后30至60分钟发射放入航天器，地面处于地球的阴影中，而由于地球曲率，火箭在高空超音速飞行喷射的尾迹在阳光的照射下发生色散，此时从地面可以观测到凝结尾迹随着空气流动五颜六色不停变换的壮观现象。